# Tachyphonus delatrii
Tachyphonus delatrii là một loài chim trong họ Thraupidae.